# Debbi Wilkes
Deborah „Debbi“ Wilkes (* 16. Dezember 1946 in Toronto, Ontario) ist eine ehemalige kanadische Eiskunstläuferin, die im Paarlauf startete.
Ihr Eiskunstlaufpartner war Guy Revell. Zusammen wurden sie 1963 und 1964 kanadische Meister im Paarlauf. Sie nahmen an drei Weltmeisterschaften teil. Bei ihrem Debüt 1960 in Vancouver wurden sie beim Doppelsieg ihrer Landsleute Barbara Wagner und Robert Paul sowie Maria und Otto Jelinek Elfte. 1962 in Prag belegten sie beim Sieg der Jelineks bereits den vierten Platz. Die Weltmeisterschaft 1963 konnten sie nicht bestreiten, da Wilkes, posierend für die Fotografen, bei einer Hebung mit dem Kopf voraus auf das Eis stürzte und einen Schädelbruch erlitt. 1964 in Dortmund errangen Wilkes und Revell dann bei ihrer dritten und letzten Weltmeisterschaft die Bronzemedaille hinter Marika Kilius und Hans-Jürgen Bäumler sowie Ljudmila Beloussowa und Oleg Protopopow. Der Gewinn von Bronze hinter den beiden Paaren war ihnen auch kurz zuvor bei den Olympischen Spielen 1964 in Innsbruck gelungen. 1964 beendete das Paar seine Karriere.
1966 wurden Wilkes und Revell informiert, dass das Internationale Olympische Komitee die Silbermedaillengewinner der Olympischen Spiele 1964, Marika Kilius und Hans-Jürgen Bäumler, aufgrund der Unterzeichnung eines Profivertrags vor den Winterspielen, disqualifiziert hatte. Das IOC-Mitglied James Worrall überreichte dem Paar daraufhin bei den kanadischen Meisterschaften in Peterborough die Silbermedaille. 1987 wurden Kilius und Bäumler vom IOC vollständig rehabilitiert, jedoch wurden die Medaillen nicht wieder zurückgetauscht.
Wilkes blieb dem Eiskunstlaufsport als Fernsehkommentatorin, Autorin und Trainerin erhalten. Sie studierte Psychologie und Kommunikationswissenschaft und arbeitet seit 2006 als Direktorin der Marketing- und Sponsorenabteilung von Skate Canada.

## Ergebnisse

### Paarlauf
(mit Guy Revell)
| Wettbewerb / Jahr          | 1960 | 1961 | 1962 | 1963 | 1964 |
| -------------------------- | ---- | ---- | ---- | ---- | ---- |
| Olympische Winterspiele    |      |      |      |      | 2.   |
| Weltmeisterschaften        | 11.  |      | 4.   |      | 3.   |
| Kanadische Meisterschaften | 3.   | 3.   | 3.   | 1.   | 1.   |